# Sirið Stenberg

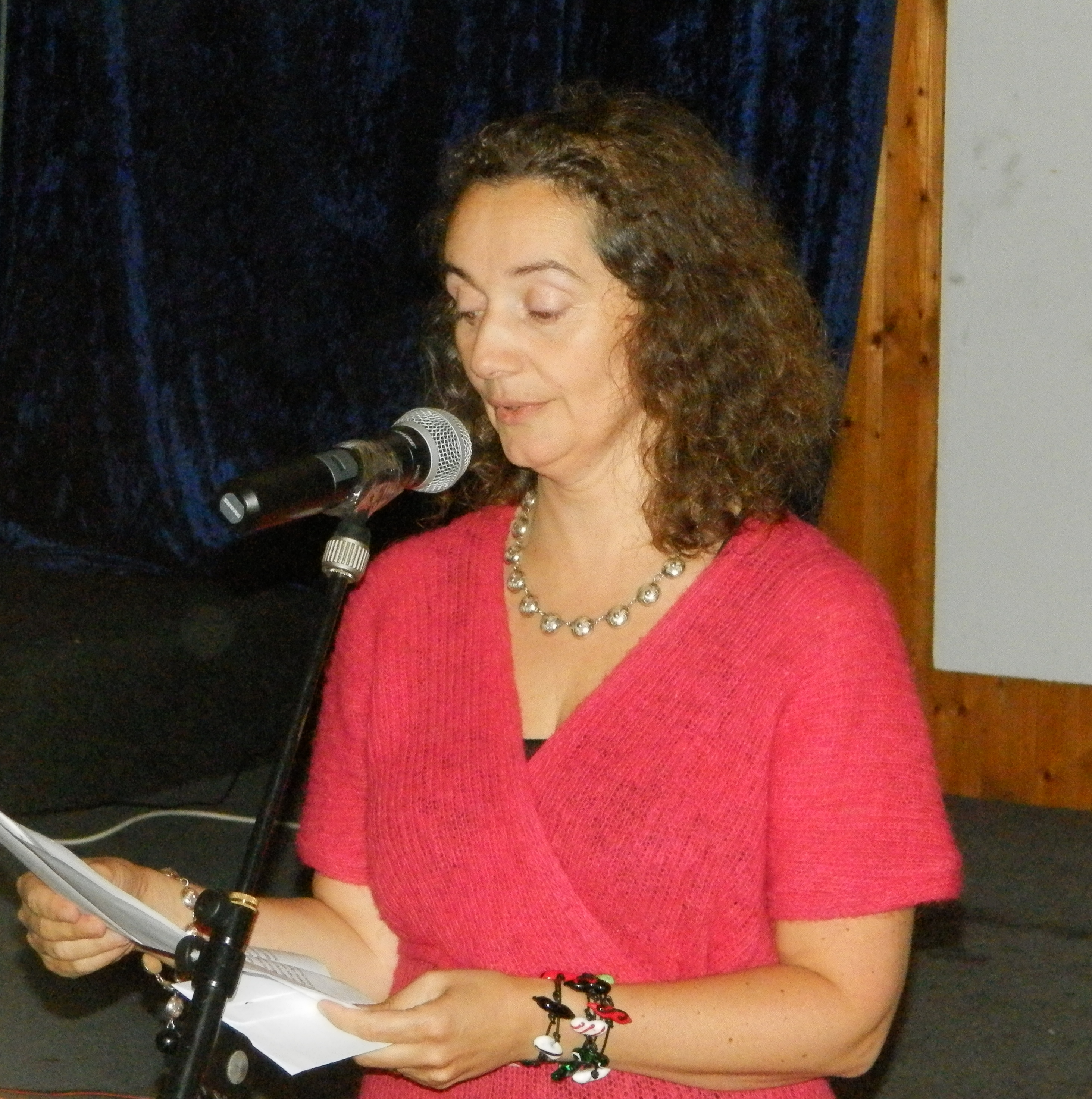
Sirið Stenberg

Sirið Stenberg  (* 26. Mai 1968 in Vágur) ist eine färöische Krankenschwester und Politikerin der linksrepublikanischen Partei Tjóðveldi. Sie ist seit September 2015 Ministerin für Gesundheit und Inneres ihres Landes.

## Ausbildung und Beruf
Sirið Stenberg hat 1994 eine Ausbildung als Krankenschwester am Bispebjerg Hospital in Bispebjerg abgeschlossen. 1998 folgte eine Zusatzqualifikation als Krankenschwester in Neonatologie in Hvidovre und 2001 als Gesundheitsschwester (heilsufrøðingur) in Aarhus. Seitdem arbeitete sie als Kranken- bzw. Gesundheitsschwester  auf ihrer Heimatinsel Suðuroy. Von 2006 bis 2008 war sie dazu noch Leiterin der färöischen Gesundheitsschule Heilsuskúli Føroya in Porkeri auf Suðuroy.

### Politik
2009 wurde Sirið Stenberg in den Gemeinderat ihrer Heimatgemeinde Vágur (Vágs kommuna) gewählt.
Ende Oktober 2011 wurde sie mit 319 persönlichen Stimmen erstmals als Abgeordnete für Tjóðveldi ins Løgting gewählt. Sie war dort anschließend Mitglied in mehreren Ausschüssen.
Im September 2015 kam sie mit 755 persönlichen Stimmen erneut ins Parlament. Dies war das zweitbeste Ergebnis innerhalb ihrer Partei. Lediglich Høgni Hoydal konnte mehr Stimmen für sich verbuchen.
Sirið Stenberg trat Mitte September 2015 als Ministerin für Gesundheit in die Landesregierung Aksel V. Johannesen ein. Wenige Tage später erhielt sie zusätzlich den Aufgabenbereich für Inneres. Sie ist darüber hinaus noch stellvertretende Vorsitzende ihrer Partei.

## Familie
Sirið Stenberg ist die Tochter von Ásgerð und Flemming Stenberg. Sie ist mit dem Fußballtrainer Jón Pauli Olsen verheiratet. Das Paar hat drei Kinder und lebt in Vágur.